# Квазіфіскальний дефіцит
Квазіфіскальний дефіцит (іншими словами квазібюджетний дефіцит) - це бюджетний дефіцит, спричинений проведенням квазіфіскальних операцій органами державної влади, місцевого самоврядування, органами (фондами) державного соціального страхування, Національного банку та ін. Не відображається в показниках офіційного бюджету, але має на нього вплив, через можливі додаткові витрати бюджету. Так званий прихований бюджетний дефіцит, має негативний вплив через спотворення реальних показників бюджету.
Прикладами таких квазіфіскальних операцій можуть бути:
- надання державних гарантій за кредитами суб’єктів господарювання (є ризик неповернення кредитів, а отже виникнення непередбачуваних видатків держави як гаранта на користь кредитора);
- Накопичення дебіторської заборгованості Національної акціонерної компанії “Нафтогаз України” за продаж природного газу населенню і підприємствам теплоенергетики (для збереження безперебійної роботи компанії в умовах хронічних неплатежів споживачів може бути застосовано державне фінансування);
- встановлення неринкових цін та тарифів на соціально значущі товари та послуги: газ, вода, вугілля, транспортні послуги (призводить до погіршення фінансового стану державних, комунальних підприємств, що веде до необхідності державної підтримки їх діяльності);
- списання податкових боргів (веде до зменшення дохідної частини бюджету);
- тощо.